# هيو كامبل
هيو كامبل (بالإنجليزية: Hugh McLean Campbell)‏ هو سياسي نيوزلندي، ولد في 21 مارس 1875، وتوفي في 22 مايو 1951. انتخب عضو مجلس النواب النيوزيلندي.